# 4349 Tiburcio
4349 Tiburcio је астероид главног астероидног појаса. Приближан пречник астероида је 26,14 ,
а средња удаљеност астероида од Сунца износи 2,617 астрономских јединица (АЈ).
Инклинација (нагиб) орбите у односу на раван еклиптике је 10,739 степени, а орбитални период износи 1546,829 дана (4,234 године). Ексцентрицитет орбите астероида износи 0,243.
Апсолутна магнитуда астероида износи 11,70 а геометријски албедо 0,054.
Астероид је откривен 5. јуна 1989. године.